# Lonzo Ball
Lonzo Anderson Ball (* 27. října 1997, Anaheim, USA) je americký basketbalista, hráč týmu Chicago Bulls, bývalý lídr týmu UCLA Bruins. Získal řadu basketbalových ocenění; v červnu 2017 tak byl draftován do NBA jako druhý v pořadí týmem Los Angeles Lakers. Za sezónu 2017/2018 byl zvolen do druhého týmu nejlepších nováčků NBA.   Dne 6. července 2019 byl vyměněn z Los Angeles Lakers do New Orleans Pelicans. V srpnu 2021 přestoupil do Chicaga Bulls, když opačnou cestou putovali Tomáš Satoranský s Garrettem Templem.

## Rodina
Lonzo Ball pochází z basketbalové rodiny – této hře se dříve věnovali oba jeho rodiče a v současnosti i jeho dva bratři, LaMelo a LiAngelo.